# Makale (Sulawesi)
Makale ist die Hauptstadt des indonesischen Regierungsbezirks (Kabupaten) Tana Toraja und eigener Distrikt (Kecamatan). Dieser gehört zur Provinz Südsulawesi, auf der Insel Sulawesi. In der Stadt leben etwa 30.000 Einwohner. 

## Geschichte
Makale ist keine alte Stadt. Sie wurde in den 1920er Jahren von den Niederländern planmäßig angelegt.

## Verkehr
Eine gute Straße verbindet Makale mit Rantepao (18 km) und dem 310 km entfernten Makassar. Der Flugplatz Pongtiku, etwa 10 km nordwestlich von Makale, wird zurzeit (2015) zu einem internationalen Flughafen ausgebaut, um das Gebiet Tana Toraja touristisch besser erschließen zu können. Direktflüge nach Singapur sind für die nahe Zukunft geplant. Bis jetzt gibt es von Pongtiku nur an wenigen Tagen der Woche Flüge nach Makassar, Samarinda und Poso.

## Besonderheiten
Im Stadtzentrum befindet sich ein See, der von gepflegten Grünanlagen umgeben ist. Um ihn herum gruppieren sich die wichtigsten öffentlichen Gebäude der Stadt. Auf einer kleinen Insel im See erhebt sich das Denkmal des Freiheitskämpfers Lakipadada, der aus Makale stammte und bei der Bevölkerung noch heute populär ist. Im Gegensatz zu den anderen Städten Indonesiens wird das Stadtbild von Makale erheblich durch Kirchenbauten geprägt. Weithin sichtbar ist die evangelische Kirche Gereja Toraja unweit des Sees. Weitere markante Kirchengebäude wurden direkt am See sowie auf den die Stadt umgebenden Hügeln errichtet.

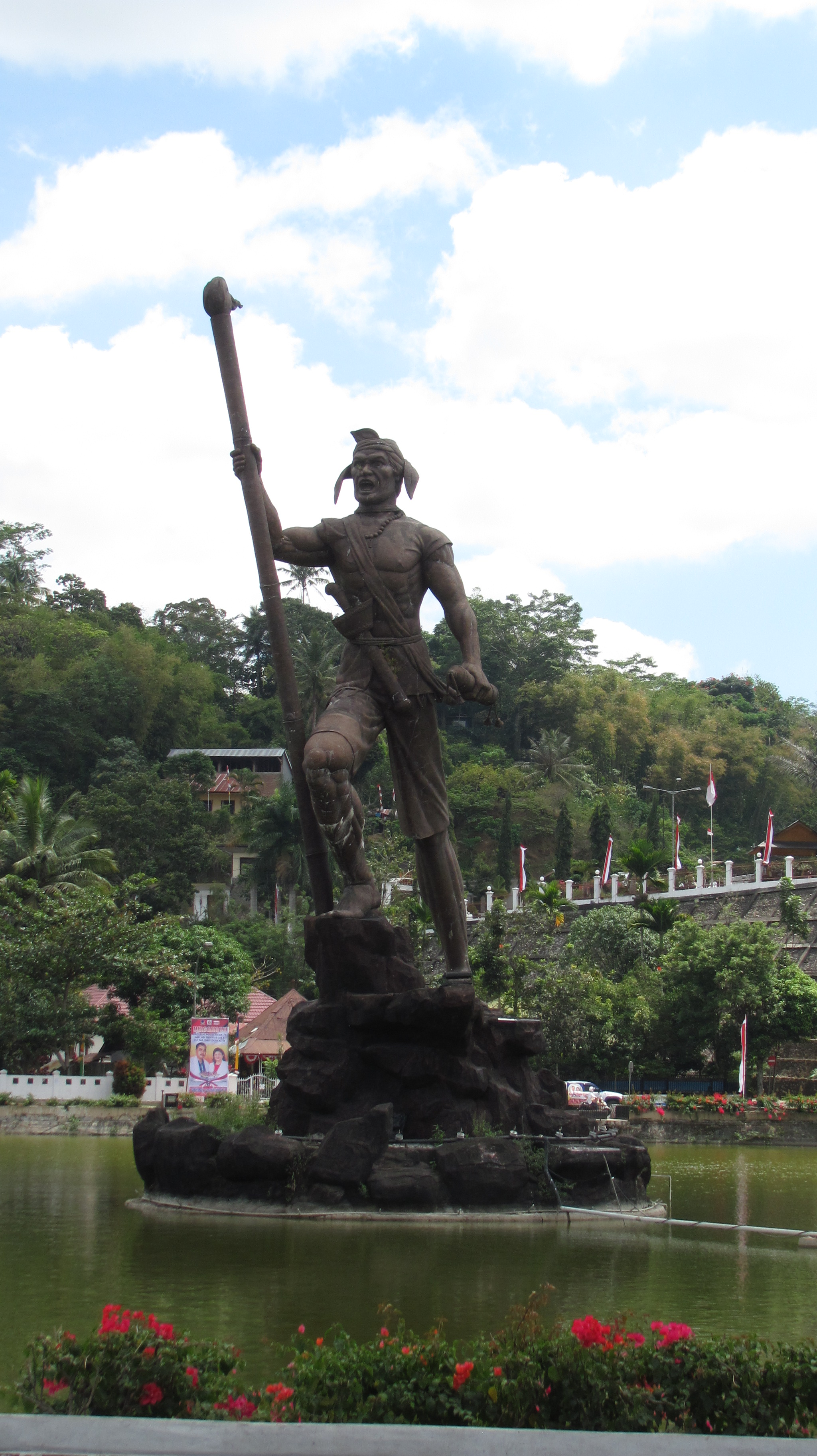
Denkmal des aus Makale stammenden Freiheitskämpfers Lakipadada
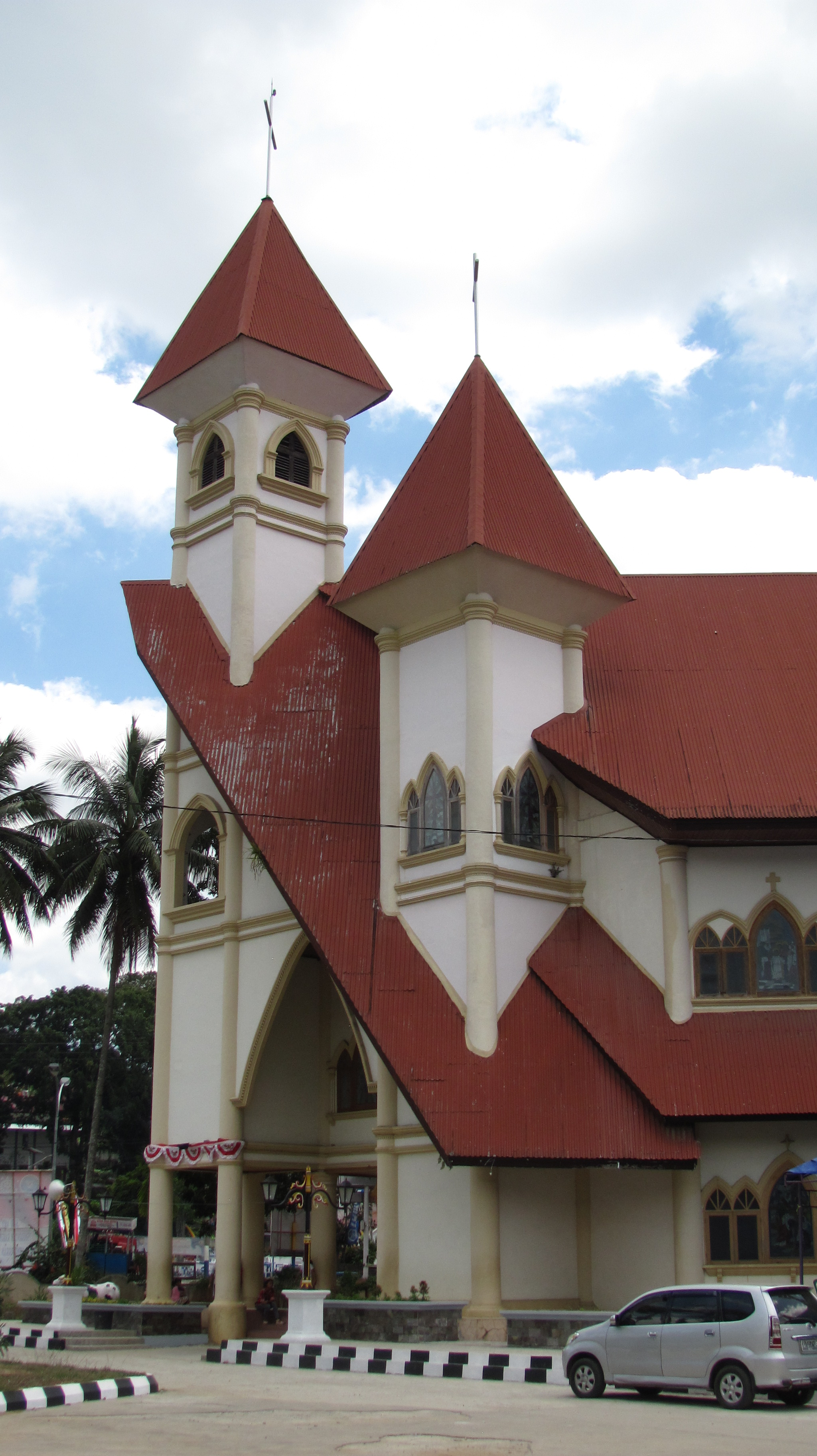
Evangelische Kirche Gereja Toraja